# Westport (Minnesota)
Westport – miasto w Stanach Zjednoczonych, w stanie Minnesota, w hrabstwie Pope.